# Pozzo artesiano

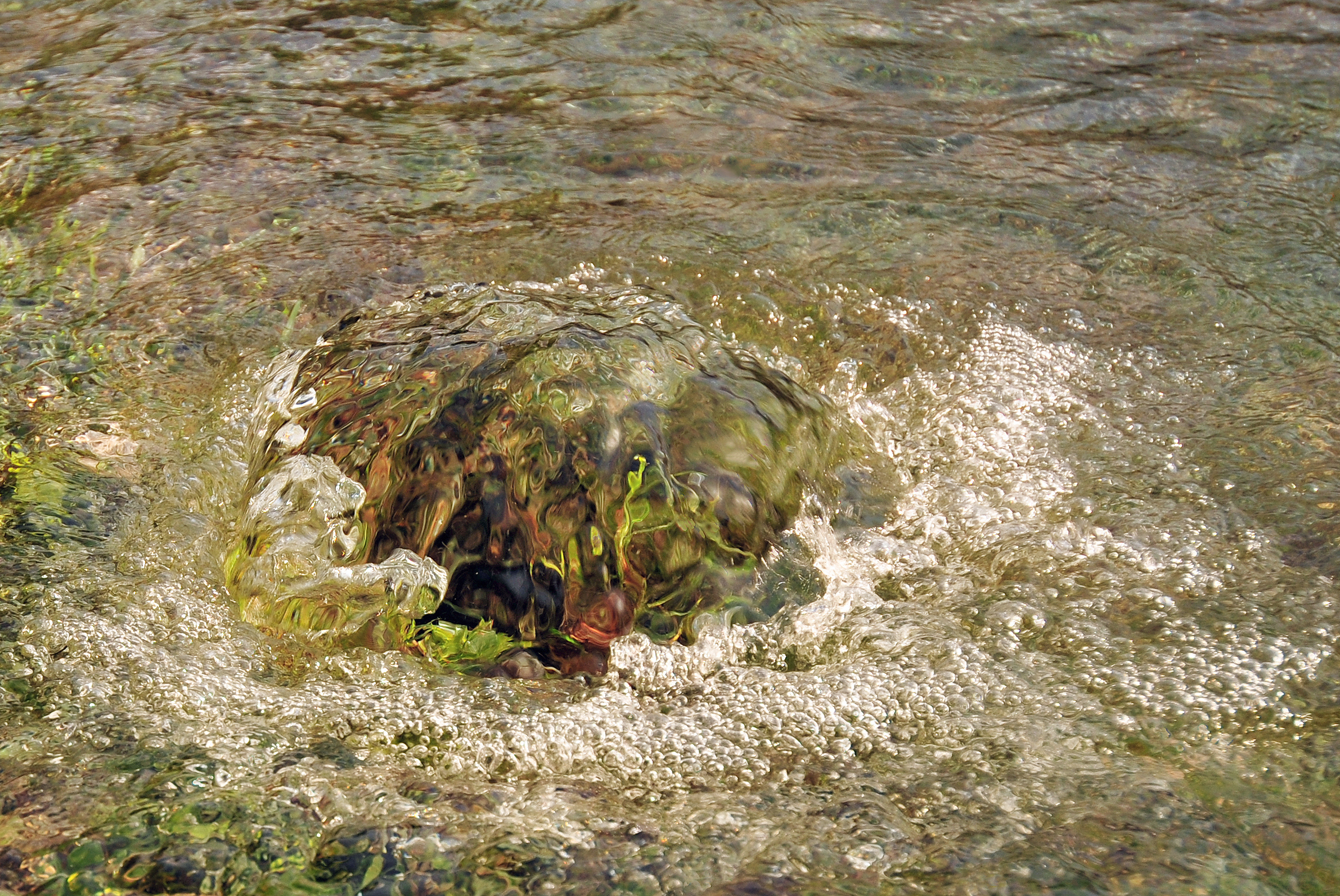
Sorgente artesiana ai margini del Lago di Fusine superiore, Valromana, Friuli-Venezia Giulia

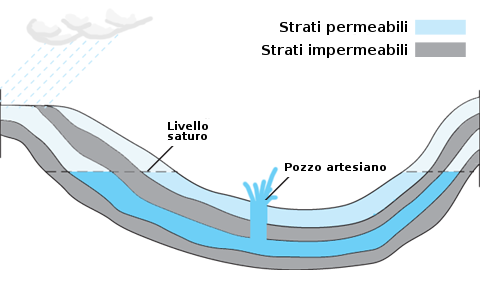
Schema stratigrafico di un pozzo artesiano.

Un pozzo artesiano è un pozzo naturalmente effluente: le acque sotterranee arrivano in superficie senza ausili meccanici (pompe sommerse), poiché esse tendono a risalire, zampillando, fino alla quota della linea piezometrica (la quale sovente si trova sopra il piano campagna). Il vantaggio nella costruzione di pozzi di questo tipo è che, sfruttando i naturali bacini artesiani, acquiferi in pressione  in genere alimentati dall'infiltrazione delle acque meteoriche nel sottosuolo, è possibile fare a meno di sistemi di pompaggio, obbligatori, invece, in quelli di diverso tipo.
Sono caratterizzati da una larghezza inferiore, ma una profondità maggiore rispetto a quelli freatici.
Il termine artesiano deriva dal nome della regione francese di Artois, dove la presenza di argille consente la formazione di bacini acquiferi multistrato confinati.
- Un grande bacino artesiano è in Australia, si tratta del Grande Bacino Artesiano, una zona nel cui sottosuolo sono presenti grandi quantità di acque dei fiumi temporanei, che si trovano a una profondità di 1500-2000 metri. Le acque del bacino sono portate in superficie da circa 6.000 pozzi artesiani.
- Numerosi pozzi artesiani sono presenti nel deserto libico a ovest del Nilo dove, attorno a essi, sono sorti piccoli insediamenti umani.